# Liste der Erzbischöfe von Valencia
Die folgenden Personen waren Bischöfe und Erzbischöfe von Valencia (Spanien):
- Justiniano (vor 531 bis nach 546)
- Celsino (ca. 587 bis um 589)
- Ubiligisclo y Celsino a la vez (um 589)
- Heiliger Eutropio (Ende 6. Jh.)
- Marino (um 610)
- Musitacio (um 633 – vor 646?)
- Anesio oder Aniano (um 646 und 652)
- Felix (um 652 und 656)
- Suinterico (um 675)
- Hospital (um 681)
- Sarmata (um 682 und 688)
- Ubiticisclo (um 693)
- Zaet al-Matran (10..-1094)
- Jerónimo de Perigord, O.S.B. (1092? oder 1098?–1102?)
- Wilhelm von Savoyen (1226–1239) (auch Bischof von Lüttich)
- Philipp von Savoyen (auch Erzbischof von Lyon 1246–1267)
- Ferrer de Pallarés (1240–1243) (auch Bischof von Saragossa)
- Arnau de Peralta (1243–1248)
- Andrés de Albalat, O.P. (1248–1276)
- Jazperto de Botonach (1276–1288)
- Ramón Despont, O.P. (1289–1312)
- Ramón de Gastón (1312–1348)
- Hugo de Fenollet (1348–1356)
- Vidal de Blanes (1356–1369)
- Jakob von Aragón (1369–1396)
- Hugo de Lupia y Bages (1398–1427)
- Alfonso de Borja Después (1429–1458)
- Rodrigo de Borja (1458–1492) 1492 erster Erzbischof
- Cesare Borgia (1492–1498)
- Juan de Borja (1499–1500)
- Pedro-Luis Borja (1500–1511)
- Alfons von Aragón (1512–1520) (auch Erzbischof von Saragossa)
- Erard de La Marck (1520–1538)
- Georg von Österreich (1538–1544) (auch Bischof von Lüttich)
- Heiliger Tomás de Villanueva, O.E.S.A. (1544–1555)
- Francisco de Navarra (1556–1563)
- Acisclo de Moya y Contreras (1564)
- Martín Pérez de Ayala (1564–1566)
- Fernando de Loaces (1567–1568) (auch Patriarch von Antiochia)
- Heiliger Juan de Ribera (1569–1611) (auch Patriarch von Antiochia)
- Isidoro-Aliaga, O.P. (1612–1648)
- Pedro de Urbina, O.F.M. (1649–1658)
- Martín López de Ontiveros (1659–1666)
- Ambrosio Ignacio Spínola y Guzmán (1667–1668)
- Luis Alfonso de los Cameros (1668–1676)
- Juan Tomás de Rocaberti, O.P. (1677–1699)
- Antonio Folch de Cardona, O.F.M. (1700–1724)
- Andrés Orbe Larreátegui (1725–1736)
- Andrés Mayoral Alonso de Mella (1738–1769)
- Tomás de Azpuru (1770–1772)
- Francisco Fabián y Fuero (1773–1794)
- Antonio Despuig y Dameto (1795)
- Juan-Francisco Ximénez del Río (1796–1800)
- Joaquín Company Soler, O.F.M. (1800–1813)
- Veremundo Arias Teixeiro y Rodríguez (1815–1824)
- Simón López y García (1824–1831)
- Joaquín López y Sicilia (1832–1848)
- Pablo García y Abella (1848–1860)
- Mariano Barrio Fernández (1861–1876)
- Antolín Kardinal Monescillo y Viso (1877–1892)
- Ciriaco María Kardinal Sancha y Hervás (1892–1898)
- Sebastián Kardinal Herrero Espinosa de los Monteros (1898–1903)
- Bernardino Nozaleda y Villa, O.P. (1904–1905)
- Victoriano Guisasola y Menéndez (1906–1914)
- Valeriano Menéndez Conde y Álvarez (1914–1916)
- José-María Salvador y Barrera (1917–1919)
- Enrique Kardinal Reig y Casanova (1920–1922)
- Prudencio Melo y Alcalde (1923–1945)
- Marcelino Olaechea y Loizaga, SDB (1946–1966)
- José María García Lahiguera (1969–1978)
- Miguel Roca Cabanellas (1978–1992)
- Agustín Kardinal García-Gasco Vicente (1992–2009)
- Carlos Osoro Sierra (2009–2014) (dann Erzbischof von Madrid)
- Antonio Kardinal Cañizares Llovera (2014–2022)
- Enrique Benavent Vidal (seit 2022)